# Andrésy
Andrésy – miejscowość i gmina we Francji, w regionie Île-de-France, w departamencie Yvelines. Przez miejscowość przepływa Sekwana. 
Według danych na rok 1990 gminę zamieszkiwało 12 548 osób, a gęstość zaludnienia wynosiła 1816 osób/km² (wśród 1287 gmin regionu Île-de-France Andrésy plasuje się na 208. miejscu pod względem liczby ludności, natomiast pod względem powierzchni na miejscu 557.).

## Współpraca
- Międzyrzecz, Polska
- Oundle, Wielka Brytania
- Haren (Ems), Niemcy